# Julia Stiles
Julia O'Hara Stiles (New York, 28 marzo 1981) è un'attrice statunitense.
Nota principalmente per i ruoli di Kat Stratford nel film 10 cose che odio di te, di Nicky Parsons nella serie cinematografica Bourne e di Lumen Pierce nella serie televisiva Dexter, per la quale ha ricevuto la candidatura come miglior attrice non protagonista ai Golden Globe e agli Emmy Award, ha inoltre collaborato con registi quali Mike Newell in Mona Lisa Smile, David Mamet in Hollywood, Vermont., David O. Russell ne Il lato positivo - Silver Linings Playbook e John Crowley in Closed Circuit.

## Biografia

### Primi anni
È di origini inglesi, irlandesi, italiane e tedesche.
Si è laureata in letteratura inglese alla Columbia University nel 2005; nel 2010 ha ricevuto un John Jay Award, riconoscimento onorario annuale assegnato a cinque alunni dalla Columbia College Alumni Association per risultati professionali.

### Carriera
Inizia la sua carriera recitando in piccoli ruoli presso compagnie teatrali di New York, intervallati da qualche piccola apparizione in televisione; all'età di 11 anni fa il suo debutto sul piccolo schermo, come Erica Dansby, in sei episodi della serie televisiva Ghostwriter (1993-1994). Il suo primo ruolo cinematografico è stato in I Love You, I Love You Not (1996), seguito da un ruolo da protagonista nel thriller La catena del male (1998), per il quale è stata premiata al Karlovy Vary International Film Festival come miglior attrice.
La sua prima parte degna di nota è al cinema, nel 1997, ne L'ombra del diavolo di Alan J. Pakula, dove recita accanto a Harrison Ford e Brad Pitt. Ottiene in seguito ruoli da protagonista sul grande schermo, affrontando sceneggiature variegate, dagli adattamenti di William Shakespeare a testi di David Mamet.
La sua carriera di attrice rimane prettamente cinematografica, e comprende successi sia commerciali sia di critica, spaziando da commedie romantiche per teenager come 10 cose che odio di te (1999) accanto a Heath Ledger, ruolo grazie al quale si aggiudica il premio come miglior performance rivelazione femminile agli MTV Movie Awards 2000, e Pazzo di te! (2000) al fianco di Freddie Prinze Jr., a film dark indipendenti come The Business of Strangers (2001), ottenendo per quest'ultima interpretazione una candidatura al Satellite Award per la migliore attrice non protagonista. Impersona ruoli degni di nota anche in Mona Lisa Smile (2003) e Omen - Il presagio (2006).
Il grande successo arriva col film Save the Last Dance (2001), che le vale il premio come miglior bacio agli MTV Movie Awards dello stesso anno nonché la copertina della rivista Rolling Stone. In questi anni interpreta Nicky Parsons nella serie cinematografica Bourne accanto a Matt Damon, per poi diradare le sue apparizioni sul grande schermo a qualche pellicola minore come la commedia romantica The Prince and Me (2004), il thriller drammatico d'ispirazione noir A Little Trip to Heaven (2005), e la coproduzione franco-canadese The Cry of the Owl (2009). Partecipa anche a un videoclip per il chitarrista M. Ward.
Nel 2010 affronta il suo primo importante lavoro in televisione, interpretando il personaggio di Lumen Pierce nella quinta stagione della serie televisiva Dexter, ruolo per il quale ottiene una candidatura ai Golden Globe come miglior attrice non protagonista in una serie, e una ai Premi Emmy come miglior attrice guest star in una serie drammatica.
Nel 2012 è protagonista nella webserie drammatica Blue. Nel corso del decennio appare inoltre al cinema in pellicole come Between Us (2012), Out of the Dark (2014) e Go with Me - Sul sentiero della vendetta (2016), quest'ultima al fianco di Anthony Hopkins. Nel 2017 torna sul piccolo schermo, protagonista della serie a sfondo thriller-drammatico Riviera.

### Attivismo
Ha lavorato per Habitat for Humanity, costruendo alloggi in Costa Rica. Inoltre ha collaborato con Amnesty International per sensibilizzare sulle condizioni difficili della detenzione per immigrazione di minori non accompagnati. Nel gennaio 2004, la rivista Marie Claire ha seguito il viaggio di Julia Stiles con l'obiettivo di verificare le condizioni all'interno del 'Berks County Youth Center a Leesport, in Pennsylvania.

## Vita privata
È una ex vegana, avendo abbandonato tale regime alimentare dopo aver sviluppato l'anemia, oltreché all'aver trovato grandi difficoltà a mantenere un'alimentazione corretta durante i viaggi. Si è dichiarata femminista, e ha scritto sull'argomento nel Regno Unito, sul Guardian.
Appassionata di baseball, è fan dei New York Mets, e ha effettuato il cosiddetto primo lancio della squadra nella partita del 29 maggio 2006. È anche amante del calcio, seguendo in particolar modo i New York Red Bull.
Dal 2015 è legata a Preston J. Cook, assistente alla regia, con il quale ha lavorato in Go with Me. I due hanno avuto un figlio nel 2017; nello stesso anno, in settembre, la coppia si è sposata, durante il weekend del Labor Day. Tra il 2023 e il 2024 la coppia ha avuto altri due figli.

## Filmografia

### Cinema

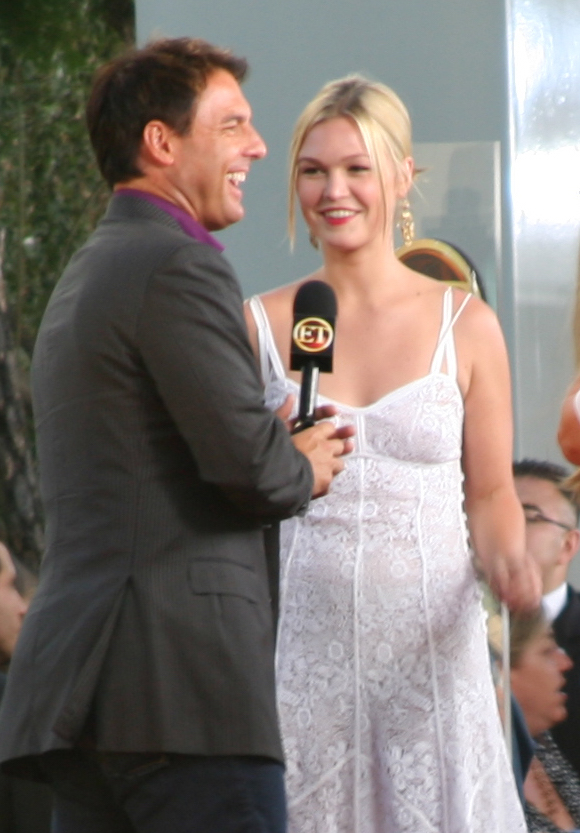
Julia Stiles intervistata alla première di The Bourne Ultimatum - Il ritorno dello sciacallo a Hollywood

- I Love You, I Love You Not, regia di Billy Hopkins (1996)
- L'ombra del diavolo (The Devil's Own), regia di Alan J. Pakula (1997)
- La catena del male (Wicked), regia di Michael Steinberg (1998)
- Ad occhi aperti (Wide Awake), regia di M. Night Shyamalan (1998)
- 10 cose che odio di te (10 Things I Hate About You), regia di Gil Junger (1999)
- Pazzo di te! (Down to You), regia di Kris Isacsson (2000)
- Hamlet 2000 (Hamlet), regia di Michael Almereyda (2000)
- Hollywood, Vermont. (State and Main), regia di David Mamet (2000)
- Save the Last Dance, regia di Thomas Carter (2001)
- The Business of Strangers, regia di Patrick Stettner (2001)
- O come Otello (O), regia di Tim Blake Nelson (2001)
- The Bourne Identity, regia di Doug Liman (2002)
- Cose da maschi (A Guy Thing), regia di Chris Koch (2003)
- L'uomo dei miei sogni (Carolina), regia di Marleen Gorris (2003)
- Mona Lisa Smile, regia di Mike Newell (2003)
- Un principe tutto mio (The Prince & Me), regia di Martha Coolidge (2004)
- The Bourne Supremacy, regia di Paul Greengrass (2004)
- Edmond, regia di Stuart Gordon (2005)
- A Little Trip to Heaven, regia di Baltasar Kormákur (2005)
- Omen - Il presagio (The Omen), regia di John Moore (2006)
- The Bourne Ultimatum - Il ritorno dello sciacallo (The Bourne Ultimatum), regia di Paul Greengrass (2007)
- Gospel Hill, regia di Giancarlo Esposito (2008)
- Il grido della civetta (Cry of the Owl), regia di Jamie Thraves (2009)
- Passage, regia di Shekhar Kapur (2009)
- sexting,[17] regia di Neil LaBute – cortometraggio (2010)
- It's a Disaster, regia di Todd Berger (2012)
- Il lato positivo - Silver Linings Playbook (Silver Linings Playbook), regia di David O. Russell (2012)
- Between Us, regia di Dan Mirvish (2012)
- Stars in Shorts di registi vari (2012)
- Closed Circuit, regia di John Crowley (2013)
- Hits, regia di David Cross (2014)
- Out of the Dark, regia di Lluís Quílez (2015)
- Go with Me - Sul sentiero della vendetta (Go with Me), regia di Daniel Alfredson (2015)
- La grande Gilly Hopkins (The Great Gilly Hopkins), regia di Stephen Herek (2015)
- Conspiracy - La cospirazione (Misconduct), regia di Shintaro Shimosawa (2016)
- Jason Bourne, regia di Paul Greengrass (2016)
- The Drowning, regia di Bette Gordon (2016)
- Trouble, regia di Theresa Rebeck (2017)
- Le ragazze di Wall Street - Business Is Business (Hustlers), regia di Lorene Scafaria (2019)
- The God Committee - La scelta (The God Committe), regia di Austin Stark (2021)
- Orphan: First Kill, regia di William Brent Bell (2022)

### Televisione
- Ghostwriter – serie TV, 2 episodi (1993-1994)
- Terra promessa (Promised Land) – serie TV, 1 episodio (1996)
- Chicago Hope – serie TV, 1 episodio (1997)
- Before Women Had Wings, regia di Lloyd Kramer – film TV (1997)
- The '60s, regia di Mark Piznarski – miniserie TV (1999)
- Dexter – serie TV, 10 episodi (2010) – Lumen Pierce
- Blue – webserie, 40 webisodi (2012-2014)
- Un amore di candidato (The Makeover), regia di John Gray – film TV (2013)
- Riviera – serie TV, 28 episodi (2017-2020)
- Al lago con papà (The Lake) – serie TV, 16 episodi (2022-2023)

## Riconoscimenti
- 1998 – Festival Internazionale del cinema di Karlovy Vary
  - Migliore attrice (La catena del male)
- 1999 – Teen Choice Awards
  - Candidatura Film – Breakout Performance (10 cose che odio di te)
  - Candidatura Film – Sexiest Love Scene – con Heath Ledger (10 cose che odio di te)
- 1999 – YoungStar Awards
  - Candidatura Best Performance by a Young Actress in a Comedy Film (10 cose che odio di te)
- 2000 – National Board of Review of Motion Pictures
  - Miglior cast (Hollywood, Vermont.)
- 2000 – Chicago Film Critics Association
  - Most Promising Actress (10 cose che odio di te)
- 2000 – MTV Movie Awards
  - Miglior performance rivelazione femminile (10 cose che odio di te)
- 2000 – Teen Choice Award
  - Candidatura Film – Choice Actress (Pazzo di te!)
  - Candidatura Film – Choice Chemistry – con Freddie Prinze Jr. (Pazzo di te!)
- 2001 – Satellite Award
  - Candidatura Migliore attrice non protagonista in un film drammatico (The Business of Strangers)
- 2001 – Florida Film Critics Circle Awards
  - Best Ensemble Cast (Hollywood, Vermont.)
- 2001 – MTV Movie Awards
  - Miglior bacio – con Sean Patrick Thomas (Save the Last Dance)
  - Candidatura Miglior performance femminile (Save the Last Dance)
- 2001 – Teen Choice Award
  - Choice Actress (Save the Last Dance)
  - Choice Fight Scene – con Bianca Lawson (Save the Last Dance)
- 2001 – Online Film Critics Society Awards
  - Best Ensemble Cast Performance (Hollywood, Vermont.)
- 2004 – Teen Choice Award
  - Candidatura Choice Movie Actress – Drama/Action Adventure (Mona Lisa Smile e Un principe tutto mio)
- 2006 – Teen Choice Award
  - Candidatura Movie – Choice Scream (Omen - Il presagio)
- 2011 – Golden Globe
  - Candidatura Miglior attrice non protagonista in una serie (Dexter)
- 2011 – Premio Emmy
  - Candidatura Miglior attrice guest star in una serie drammatica (Dexter)
- 2011 – Screen Actors Guild Awards
  - Candidatura Miglior cast in una serie drammatica (Dexter)
- 2011 – Monte-Carlo TV Festival
  - Candidatura Outstanding Actress – Drama Series (Dexter)

## Doppiatrici italiane
Nelle versioni in italiano delle opere in cui ha recitato, Julia Stiles è stata doppiata da:
- Barbara De Bortoli in Hamlet 2000, Save the Last Dance, O come Otello, The Bourne Identity, Cose da maschi, L'uomo dei miei sogni, Mona Lisa Smile, Un principe tutto mio, The Bourne Supremacy, Edmond, The Bourne Ultimatum - Il ritorno dello sciacallo, Dexter, Il lato positivo - Silver Linings Playbook, Un amore di candidato, Conspiracy - La cospirazione, Jason Bourne, La grande Gilly Hopkins, Riviera, Al lago con papà, The God Committee - La scelta
- Letizia Scifoni in L'ombra del diavolo, Pazzo di te!
- Eleonora De Angelis in 10 cose che odio di te
- Valentina Mari in Hollywood, Vermont.
- Martina Forino in The Business of Strangers
- Germana Longo in A Little Trip to Heaven
- Roberta Pellini in Omen - Il presagio
- Selvaggia Quattrini ne Il grido della civetta
- Emanuela D'Amico in Closed Circuit
- Domitilla D'Amico ne Il prezzo del male
- Dania Cericola in Go with Me - Sul sentiero della vendetta
- Claudia Catani in Le ragazze di Wall Street - Business Is Business
- Federica Bomba in Orphan: First Kill